# (5397) Vojislava
(5397) Vojislava – planetoida z grupy pasa głównego asteroid okrążająca Słońce w ciągu 4 lat i 11 dni w średniej odległości 2,53 j.a. Została odkryta 7 marca 1992 roku w Gekko przez Yoshiakiego Oshimę. Nazwa planetoidy pochodzi od Vojislavy Protitch-Benishek (ur. 1946), córki Milorada Protitcha, trzykrotnego dyrektora Belgrade Observatory, zajmującego się badaniami planetoid. Przed nadaniem nazwy planetoida nosiła oznaczenie tymczasowe (5397) 1988 VB5.